# Адебайо, Кристина Даниэлевна
Кристина Даниэлевна Адебайо (19 января 2002) — российская тхэквондистка. Призёр чемпионата мира и Европы. Многократная чемпионка и призёр России.

## Биография
Кристина Адебайо родилась 19 января 2002 года. Начала заниматься тхэквондо в 2018 году. Закончила РГУФКСМиТ (ГЦОЛИФК) в 2023 году.

### Карьера
В 2018 году заняла третье место в категории свыше 63 кг на летних юношеских Олимпийских играх в Буэнос-Айресе.
В 2019 году Кристина Адебайо году завоевала золотую медаль на чемпионате Европы среди юниоров по тхэквондо в Валенсии.
В 2022 году стала серебряным призёром на Всероссийской спартакиаде по летним видам спорта.
31 мая 2022 года ей было присвоено звание мастер спорта России международного класса.
В 2023 году завоевала бронзовую награду в весовой категории свыше 73 кг на чемпионате мира по тхэквондо, проходившем в Баку, Азербайджан. В полуфинальном поединке уступила турецкой спортсменке Нафии Куш.
В мае 2024 года на чемпионате Европы стала бронзовым призёром в весовой категории свыше 73 кг.
8 ноября 2024 в Нальчике, одолев в финале Линару Муслимову из Ульяновской области, выиграла чемпионат России.

## Достижения
- Чемпионат России по тхэквондо 2020 — ;
- Чемпионат России по тхэквондо 2020 — ;
- Чемпионат России по тхэквондо 2021 — ;
- Чемпионат России по тхэквондо 2022 — ;
- Чемпионат мира по тхэквондо 2023 — ;
- Чемпионат России по тхэквондо 2023 — ;
- Чемпионат Европы по тхэквондо 2024 — ;
- Чемпионат России по тхэквондо 2024 — ;
- Чемпионат России по тхэквондо 2025 — ;